# 유혼 (동진)
유혼(劉混, 생몰년 미상)은 유송을 세운 유송 무제의 증조부로 유정의 아버지, 효목제의 조부이다. 유혼은 유욱손의 아들이다.

## 생애
서진이 멸망하고 동진으로 재건되기까지의 과도기에 강남 지역으로 이주해 진릉군(晋陵郡) 단도현(丹徒縣) 경구(京口)에 정착하였으며 동진의 무원현령(武原縣令)을 지냈고, 그 자손들도 동진의 관료를 지냈다. 
420년, 증손 유유가 유송을 건국하자 유혼은 무원부군(武原府君)으로 추존되어 칠묘에 위패가 안치되었으며 479년 순제가 소도성에게 양위하자 무원부군을 비롯한 유송의 종묘들은 철거되었다.
유송 효무제 시기 초왕(楚王)을 자칭한 유혼(劉渾)과는 한자 표기가 다르며, 동진의 유혼은 초왕 유혼의 현조부이다.

## 가족
- 부친: 개봉부군(開封府君) 유욱손
- 모친: 불명
- 아들: 동안부군(東安府君) 유정
- 손자: 효목제(孝穆帝)

## 둘러보기
1. ↑  現 장쑤성 전장시(鎭江市).